# El evangelio según Marcos
Este artículo es sobre el cuento. Para el evangelio bíblico, véase Evangelio de Marcos.
"El evangelio según Marcos" es un cuento del escritor y poeta argentino Jorge Luis Borges. Es una de las historias que conforman la antología titulada El informe de Brodie, publicada por primera vez en 1970. 

## Argumento
Un joven estudiante de medicina llamado Baltasar Espinosa, amable pero indiferente, queda varado en una estancia de la provincia de Buenos Aires durante la temporada de lluvias. Para pasar el tiempo, empieza a leerle a la familia del capataz -los Gutre, que son analfabetos- los pocos libros que encuentra en la casa. Solo una Biblia en inglés los intereserá, que Baltasar Espinosa irá vertiendo al español con entonaciones de profeta. Los Gutres lo van tratando con una deferencia y un respeto crecientes. El capataz le pregunta a Espinosa si Cristo murió para salvar a toda la humanidad. Baltasar Espinosa, responde que sí, si bien sus conocimientos teológicos son inciertos.